# Maison Galland-Duclos
La maison Galland-Duclos est un édifice situé sur le territoire de la commune de Condé-en-Normandie dans le département français du Calvados.

## Localisation
Le monument est situé dans le département français du Calvados, à Condé-en-Normandie, 23 rue Dumont-d'Urville.

## Histoire
La maison est datée du XVIIIe siècle.
L'édifice fait l'objet d'un classement partiel comme monument historique depuis le 14 novembre 1996 : le salon avec le décor, le plancher, les boiseries, la cheminée et le trumeau sont cités dans l'arrêté.